# 고바야시 이치조

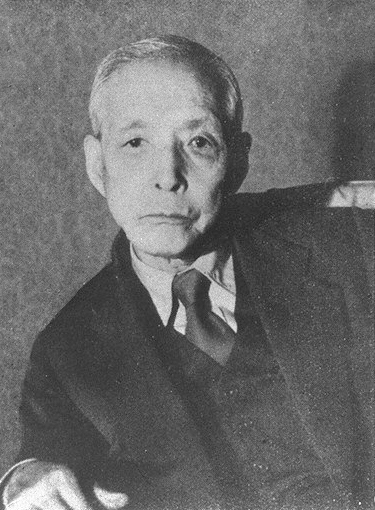
고바야시 이치조

고바야시 이치조(일본어: 小林 一三, 1873년 1월 3일 ~ 1957년 1월 25일)는 일본의 기업인이자 정치인이다. 한큐 도호 그룹(阪急東宝グループ)) 및 한큐 전철의 창업자이며, 제2차 고노에 내각에서 상공대신을 지냈다. 다카라즈카 가극단을 설립한 장본인이기도 하다. 그리고 그는 야마나시현 니라사키시 출신이다.